# Academia Americană a Artelor și Științelor Filmului
Academia Americană a Artelor și Științelor Filmului, cunoscută și ca Academia Americană a Filmului (conform originalului din limba engleză, [The] Academy of Motion Picture Arts and Sciences, acronim AMPAS (adesea pronunțat ca am-pas), cunoscută și ca Academia (sau The Academy ori Motion Picture Academy) este o instituție profesională de onoruri și recunoaștere a meritelor, fondată în anul 1927, în localitatea Beverly Hills din statul american California, cu scopul clar declarat de a progresa în realizarea filmelor prin aprofundarea și progresul artelor și științelor implicate în avansul realizării filmelor.
Managementul corporatist și acțiunile luate de Academie sunt controlate de un Bord de Guvernatori (în original, Board of Governors), care include persoane semnificative din industria americană a filmului,  reprezentând toate domeniile artistice, tehnice și științifice care participă în realizarea de filme.
Lista membrilor Academiei, pe care figurează mai mult de 6.000 de profesioniști, este un „secret foarte bine păzit”, conform mai multor surse (a "closely guarded secret"). În timp ce marea majoritate a membrilor Academiei locuiesc în Statele Unite, calitatea de a fi membru votant este deschisă pentru toți realizatorii semnificativi de filme din întreaga lume.
Academia este cel mai bine cunoscută prin faimoasele și prestigioasele premii profesionale pe care le oferă, începând cu anii târzii 1920 (mai exact din 1927/1928), cunoscute ca Academy Awards sau, colocvial, ca Premiile Oscar, datorită unei glume legendare de asemănare a statuetei cu posibilul unchi al cuiva, care ar fi exclamat că statueta „seamănă cu unchiul [meu] Oscar”.

## Istoric

### Ideea realizării

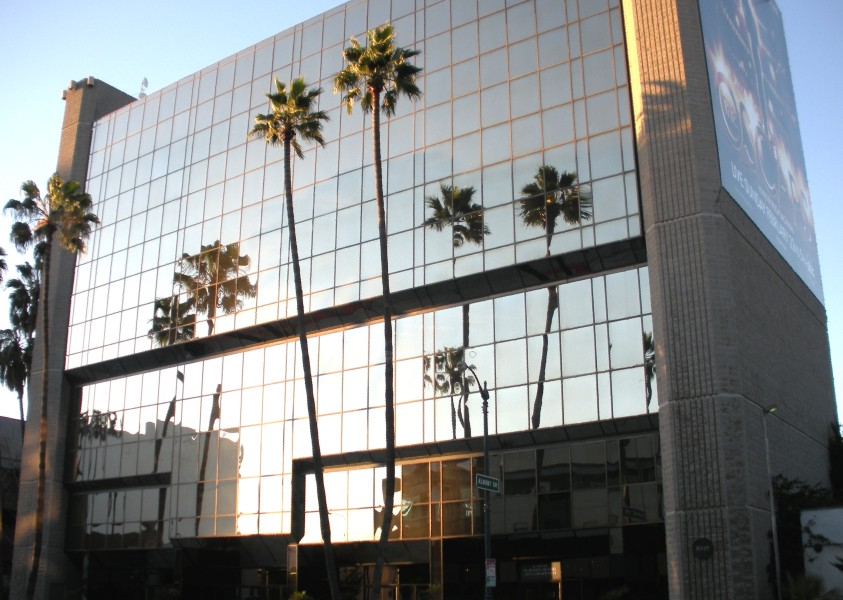
Headquarters building

Ideea unei organizații profesionale, care ulterior avea să fie numită ca Academy of Motion Pictures Arts and Sciences (abreviere, AMPAS) a aparținut inițial lui Louis B. Mayer, șeful executiv al studioului de film Metro-Goldwyn-Mayer (MGM).
Ideea sa inițială se referea la crearea unei organizații profesionale, care să medieze conflictele de muncă între diverse entități implicate, primar fiind vorba de angajatori și angajați, menținând ideea că sindicatele angajaților nu ar trebui să fie implicate în acest proces.
Totul a pornit atunci când primul mare mogul al Hollywood-ului, Louis B. Mayer, a vrut să construiască o casă de vacanță, de fapt, un club exclusivist, pentru cei din vârful piramidei industriei filmului, club care urma a fi construit pe malul Oceanului Pacific și, totodată, să îmbunătățească imaginea publică a industrie filmului. Ca atare, Meyer s-a întâlnit cu actorul Conrad Nagel, regizorul Fred Niblo și șeful Asociației Producătorilor de Filme (în original, en  Association of Motion Picture Producers), Fred Beetson, pentru a discuta aceste probleme. Ideea unui buget anual pentru acel club fusese discutată, dar nu și acordarea de premii profesionale. De asemenea, se hotărâse ca membri acceptabili și acceptați ai organizației vor trebui să aparțină uneia din ramuri majore ale industriei filmului de atunci, actori, regizori, producători, scenariști și tehnicieni.

### Convocarea membrilor fondatori și încorporarea
După scurta întâlnire de afaceri în patru, Mayer a adunat un grup de 36 de oameni, profesioniști implicați în realizarea de filme, pe care i-a invitat la un bachet formal la en  Ambassador Hotel din Los Angeles la data de 11 ianuarie 1927. În cursul acelei seri, Mayer a prezentat oaspeților săi proiectul instituției pe care urmau să o fondeze, pe care a denumit-o inițial International Academy of Motion Picture Arts and Sciences. Toți cei prezenți la banchet au devenit membri fondatori ai Academiei. Între seara prezentării incipientei entități și ziua încorporării sale, 4 mai 1927, adjectivul „International” a fost eliminat, numele oficial devenind cel actual, Academy of Motion Picture Arts and Sciences.
Mai multe întruniri, dedicate organizării instituției, au fost ținute între data întâlnirii formale inițiale și data de 6 iunie 1927, data primei convocări oficiale. Prima întrunire organizatorică oficială s-a ținut pe 11 mai, dată la care actorul Douglas Fairbanks, Sr. a fost ales ca primul președinte al Academiei, iar Fred Niblo primul său vice-președinte. Prima lista de membri ai noii instituții, conținând 230 de membri, a fost creată. În aceeași seară, a acordat prima distincție de membru de onoare inventatorului Thomas Edison. Inițial, structura Academiei cuprindea cinci mari grupuri, sau ramuri (conform, branches), deși numărul acestora de-a lungul anilor a crescut. Cele cinci ramuri inițiale fuseseră: Producători, Actori, Regizori, Scenariști și Tehnicieni.

### Scopul inițial și migrarea interesului
Cele mai mari probleme care trebuiau rezolvate inițial fuseseră cele „legate de muncă și conflictele dintre diferite grupuri.” Oricum, pe măsură ce industria se transforma artistic și tehnic, respectiv se maturiza, scopul organizației se deplasa „din ce în ce mai departe de implicarea rezolvării arbitrării și negocierii conflictelor management-lucrători” (conform [the organization moved] "further away from involvement in labor-management arbitrations and negotiations."

## Alte articole
- National Film Registry
- American Film Institute
- Motion Picture Association of America
- Academy of Television Arts & Sciences
- American Academy of Arts and Sciences